# Aspach-le-Haut
Aspach-le-Haut je občina v departmaju Haut-Rhin francoske regije Alzacija.
Leta 2008 je v občini živelo 1.448 oseb oz. 167 oseb/km².